# گولدفیلد (آیووا)
گولدفیلد (به انگلیسی: Goldfield) شهری در ایالت آیووا کشور ایالات متحده آمریکا است که جمعیت آن در سرشماری سال ۲۰۱۰ میلادی، ۶۳۵ نفر بوده‌است.